# Canales de la Sierra
Canales de la Sierra é um município da Espanha
na província e comunidade autónoma de La Rioja, de área 54,44 km² com população de 86 habitantes (2007) e densidade populacional de 1,60 hab/km².

## Demografia
| Variação demográfica do município entre 1991 e 2004 | Variação demográfica do município entre 1991 e 2004 | Variação demográfica do município entre 1991 e 2004 | Variação demográfica do município entre 1991 e 2004 |
| --------------------------------------------------- | --------------------------------------------------- | --------------------------------------------------- | --------------------------------------------------- |
| 1991                                                | 1996                                                | 2001                                                | 2004                                                |
| 63                                                  | 107                                                 | 80                                                  | 90                                                  |